# Décès en janvier 1961
Décès
- 1957
- 1958
- 1959
- 1960
- 1961
- 1962
- 1963
- 1964
- 1965

Pour une information complémentaire, voir la page d'aide.

| Date       | Nom                    | Pays                   | Activités                                 | Âge | Source |
| ---------- | ---------------------- | ---------------------- | ----------------------------------------- | --- | ------ |
| 5 janvier  | Marília Chaves Peixoto |                        | Mathématicienne et ingénieure brésilienne | 39  |        |
| 10 janvier | Isabel Paterson        | Drapeau des États-Unis | Philosophe canado-américaine.             | 74  |        |
| 21 janvier | John J. Becker         | Drapeau des États-Unis | Compositeur américain.                    | 74  |        |
| 25 janvier | Nadejda Oudaltsova     | Drapeau de l'URSS      | Artiste russe puis soviétique.            | 75  |        |
| 31 janvier | Diego Hidalgo y Durán  | Drapeau de l'Espagne   | Homme politique espagnol.                 | 72  |        |